# Nürnberg Hauptbahnhof metróállomás
A Nürnberg Hauptbahnhof egy metróállomás Németországban, Bajorország második legnagyobb városában, Nürnbergben a Nürnbergi metró U1, U2 és U3 metróvonalán.

## Nevezetességek a közelben
- Nürnbergi Állami Színház
- Verkehrsmuseum Nürnberg
- Nürnberg Hauptbahnhof

## Metróvonalak
Az állomást az alábbi metróvonalak érintik:
- U1
- U2
- U3

## Kapcsolódó állomások
A metróállomáshoz az alábbi állomások vannak a legközelebb:
- Opernhaus (Röthenbach, U2)
- Wöhrder Wiese (Flughafen, U2)
- Lorenzkirche (Hardhöhe metro station, U1)
- Aufseßplatz (Langwasser Süd, U1)
- Wöhrder Wiese (Nordwestring, U3)
- Opernhaus (Großreuth bei Schweinau metro station, U3)

## Útvonal
| Járat | Útvonal |
| ----- | --- |
| U1    | Langwasser Süd – Gemeinschaftshaus – Langwasser Mitte – Scharfreiterring – Langwasser Nord – Messe – Bauernfeindstraße – Hasenbuck – Frankenstraße – Maffeiplatz – Aufseßplatz – Hauptbahnhof – Lorenzkirche – Weißer Turm – Plärrer – Gostenhof – Bärenschanze – Maximilianstraße – Eberhardshof – Muggenhof – Stadtgrenze – Jakobinenstraße – Fürth Hauptbahnhof – Fürth Rathaus – Fürth Stadthalle – Fürth Klinikum – Fürth Hardhöhe |
| U2    | Röthenbach – Hohe Marter – Schweinau – St. Leonhard – Rothenburger Straße – Plärrer – Opernhaus – Hauptbahnhof – Wöhrder Wiese – Rathenauplatz – Rennweg – Schoppershof – Nordostbahnhof – Herrnhütte – Ziegelstein – Flughafen |
| U3    | Gustav-Adolf-Straße – Sündersbühl – Rothenburger Straße – Plärrer – Opernhaus – Hauptbahnhof – Wöhrder Wiese – Rathenauplatz – Maxfeld – Kaulbachplatz – Friedrich-Ebert-Platz |